# Lepidobrya thalassarchia
Lepidobrya thalassarchia är en urinsektsart som beskrevs av John Tenison Salmon 1949. Lepidobrya thalassarchia ingår i släktet Lepidobrya och familjen brokhoppstjärtar. Inga underarter finns listade i Catalogue of Life.